# Tomosvaryella helwanensis
Tomosvaryella helwanensis är en tvåvingeart som beskrevs av Collin 1949. Tomosvaryella helwanensis ingår i släktet Tomosvaryella och familjen ögonflugor.
Artens utbredningsområde är Egypten. Inga underarter finns listade i Catalogue of Life.